# Bruce Cowan
David Bruce Cowan (Taree, 15 januari 1926 - aldaar, 7 april 2011) was een Australisch politicus. Cowan maakte 14 jaar lang deel uit van het parlement van New South Wales en 13 jaar lang van het parlement van Australië.
Op 26 januari 1998 werd Cowan benoemd tot lid van de Orde van Australië. Dankzij zijn grote politieke bijdragen aan de Australische samenleving ontving hij op 1 januari 2001 de Centenary Medal.
Cowan overleed op 7 april 2011, slechts 1 week nadat zijn schoonzoon Barry O'Farrell werd verkozen tot eerste minister van New South Wales.